# Ciceu-Mihăiești (gmina)
Ciceu-Mihăiești – gmina w Rumunii, w okręgu Bistrița-Năsăud. Obejmuje miejscowości Ciceu-Corabia, Ciceu-Mihăiești i Lelești. W 2011 roku liczyła 1286 mieszkańców.